# A karácsony igazi öröme
A karácsony igazi öröme (eredeti cím: Holiday Rush) egy 2019-es amerikai karácsonyi-vígjáték, melyet Leslie Small rendezett, valamint Sean Dwyer és Greg Cope White írt. A főszereplők Sonequa Martin-Green, Romany Malco, Deon Cole, La La Anthony és Tamala Jones.
A filmet 2019. november 28-án mutatta be a Netflix.

## Cselekmény
Az özvegy hip-hop rádiós DJ, Rashon „Rush” Williams elveszíti állását a WMLE rádióállomásnál, amikor azt felvásárolja a CamCom, és az állomás pop stílusra vált. Ő és négy gyermeke, akik már hozzászoktak a kiváltságos élethez, kénytelenek leépülni és visszaköltözni Jo néni házába, ahol azelőtt éltek, hogy Rush jómódúvá vált volna.
Rush és producere, Roxy megveszik a WBQL-t, a régi rádióállomást, ahol korábban dolgoztak, de a CamCom nyomást gyakorol a hirdetőkre, hogy ne vásároljanak reklámidőt Rush-tól és Roxy-tól.
Rush és Roxy között romantikus kapcsolat alakul ki, de amikor Rush ezt bejelenti a gyerekeinek, Rush fia, Jamal, aki már dühös, hogy nem engedheti meg magának többé a Harvard Egyetemet, elszökik otthonról. Rush megtalálja Jamalt elhunyt édesanyja kedvenc helyén, egy közeli parkban, Jamal pedig kifejezi kellemetlenségét, hogy a régi házukban él édesanyja nélkül, de végül elfogadja az új helyzetet és apja új kapcsolatát.
Rushnak sikerül eladnia nagy, drága házát, amit már nem engedhet meg magának, Marshall a WMLE-től pedig felmond az állomáson, és befektet a WBQL-be, lehetővé téve számukra, hogy a karácsonyi szezonban is sugározhassanak.

## Szereplők
| Színész               | Szereplő                | Magyar hang             |
| --------------------- | ----------------------- | ----------------------- |
| Sonequa Martin-Green  | Roxy Richardson         | Gubik Petra             |
| La La Anthony         | Paula Williams          | Makay Andrea            |
| Deon Cole             | Marshall Stone          | Makranczi Zalán         |
| Romany Malco          | Rashon 'Rush' Williams  | Kálid Artúr             |
| Tamala Jones          | Jocelyn 'Joss' Hawkings | Kocsis Judit            |
| Roscoe Orman          | Reginald Miller         | Bácskai János           |
| Darlene Love          | Jo Robinson nagyi       | Menszátor Magdolna      |
| Amarr M. Wooten       | Jamal Williams          | Nagy Gereben            |
| Andrea-Marie Alphonse | Evie Williams           | Dolmány-Bogdányi Korina |
| Selena-Marie Alphonse | Gabby Williams          | Dolmány-Bogdányi Korina |
| Jimmy Palumbo         | Daniels                 | Törköly Levente         |
| Chris Walker          | Brett                   | Hám Bertalan            |
| Alysia Livingston     | Janella                 | Csuha Borbála           |
| Rocco Parente         | Salvatore Manducati     |                         |
| Margarita Allen       | Önmaga                  |                         |
| Deysha Nelson         | Mya Williams            |                         |

## Fordítás
- Ez a szócikk részben vagy egészben  a   Holiday Rush című angol Wikipédia-szócikk fordításán alapul.  Az eredeti cikk szerkesztőit annak laptörténete sorolja fel. Ez a jelzés csupán a megfogalmazás eredetét és a szerzői jogokat jelzi, nem szolgál a cikkben szereplő információk forrásmegjelöléseként.